# ماساكو إمبراطورة اليابان
ماساكو امبراطورة اليابان (9 ديسمبر 1963) هي زوجة ناروهيتو إمبراطور اليابان والابن الأكبر لإمبراطور اليابان السابق أكيهيتو وزوجته ميتشيكو.

## روابط خارجية
- ماساكو إمبراطورة اليابان على موقع الموسوعة البريطانية (الإنجليزية)
- ماساكو إمبراطورة اليابان على موقع مونزينجر (الألمانية)